# マスケティア
『マスケティア/Musketeer -Le Sang des Chevaliers-』は、2011年7月7日にオトメイトからPlayStation Portable用に発売された恋愛アドベンチャーゲーム。三銃士をモチーフにしている。

## 登場人物
ダルタニアン
本作の主人公。唯一の肉親であった父親を殺され、その真相を求めてシュバリエ学園に編入してきた少女。生徒の中でも教師と対等の権力を持つ「銃士隊」に決闘を挑み協力を得ようとする。17歳。

アトス
声 - 細谷佳正
シュバリエ学園3-A 従士隊と呼ばれるメンバーの一人で隊長を務める。18歳。
真面目で礼節を重んじ、決して枠からはみ出ることない模範的な生徒。

アラミス
声 - 前野智昭
シュバリエ学園3-A 銃士隊メンバーの一人。18歳。
容姿端麗な姿と優雅な立ち振る舞いは女生徒の憧れの的で取り巻きも多い。ナルシストな一面を持つ。

ポルトス
声 - 羽多野渉
シュバリエ学園2-C 銃士隊メンバーの一人で主人公のクラスメイト。17歳。
運動神経抜群で豪快な性格。だが思春期真っ盛りの青年でもある。

ロシュフォール
声 - 高橋広樹
シュバリエ学園の剣術担当の教師。26歳。
理事長のリシュリューに恩があり、常に彼に従いその信頼も厚い。冷酷な雰囲気を持つ。

リシュリュー
声 - 星野貴紀
騎士道精神を教育理念とするシュバリエ学園の学長も兼任する理事長。52歳。
銃士隊以外の生徒の前には滅多に姿を現さない。自信家でロマンティスト。

トレヴィル
声 - 川田紳司
シュバリエ学園の芸術科目の教師。31歳。
主人公が殺されそうになっているところを助け、学園まで導いた。人当たりよく多芸多才。

プランシェ
声 - 古川かおり
主人公のクラスメイト。2年C組のクラス委員。17歳。
噂話と楽しいことが大好き。
また、銃士隊のアラミスに強い憧れと好意を抱いており、アラミスと気軽に話す主人公をライバル視している。

ボナシュー
声 - 庄司将之
主人公のクラスメイト。17歳。
ずる賢く、自分が弱いため、力のある者についていくお調子者。

ミレディ
声 - 木村亜希子
ミュバリエ学園の教師。24歳。
専門である文学の授業の他、マナーや作法を教える教師。

パトリック
声 - 鶴岡聡
シュバリエ学園の守衛。40歳。
陽気な性格でおしゃべりとお酒が大好きだが、学園の掟に反した生徒を入れる暗く陰湿なロシェルの牢の番人も務める。

ロシナンテ
声 - 安部慎二郎
主人公のクラスの副担任も務める歴史教師。23歳。
気が弱く臆病な性格で、特にロシュフォールを恐れている。

コンスタンティン
声 - 下野紘
主人公の後輩。16歳。
まだ1年生でありながら銃士隊につぐ剣の腕を持ち、次期銃士隊として扱われている。

アンヌ
声 - 石嶋久仁子
シュバリエ学園の生徒。
気安く話しかけられない高貴な雰囲気を持つ。
滅多に人前に姿を現さない。

ルイ
声 - 西健亮
シュバリエ学園の生徒。
クラスに属し授業にも参加しているが、人と関わらないようにしているため友人はいない。

## スタッフ
- 原画・キャラクターデザイン - 桐矢隆
- シナリオ - 珠希けい、犬童まゆ

## 主題歌
オープニングテーマ「I’m with u 」
作詞：STIL 作曲:STIL  歌：STIL
エンディングテーマ1「ナミダノキセキ」
作詞：MIZUE 作曲・編曲：前嶋康明　歌:clear
エンディングテーマ2「Wing of Memory 」
作詞：MIZUE 作曲・編曲：小松清人 歌:clear

## 関連商品

### CD
- マスケティア オリジナルサウンドトラック（2011年7月27日発売）

### 書籍
- マスケティア 公式ファンブック（2011年12月22日発売）